# Lepilemuridae
Lepilemuridae, lepilemúridos o lémures saltadores son una familia de lémures integrada por un solo género, Lepilemur. Están estrechamente emparentados con los demás lémures y habitan exclusivamente en la isla de Madagascar. Durante un tiempo, esta familia recibió el nombre de Megaladapidae, pero la nomenclatura actual se usa desde que se creó un taxón específico para el género extinto Megaladapis.

## Características físicas

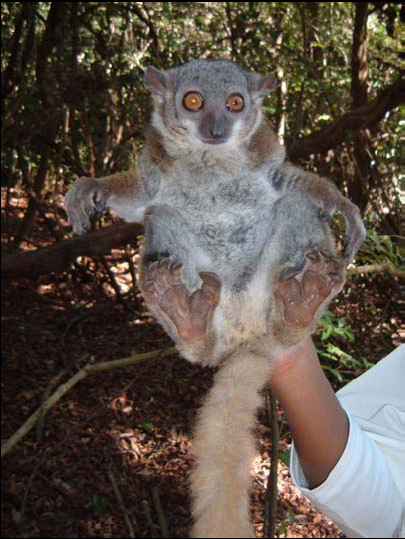
Lémur saltador de Randrianasolo

Se trata de lémures de tamaño medio (30-35 cm sin incluir la cola, que suele tener la misma longitud), con pelaje denso que puede variar del gris-marrón al rojizo en el lomo, clareando hacia la panza. Poseen una cabeza relativamente pequeña con orejas grandes y generalmente redondeadas. Sus ojos poseen tapetum lucidum tras la retina.

## Comportamiento
Son nocturnos y predominantemente arborícolas, moviéndose entre las ramas mediante grandes saltos. Sobre el suelo, saltan de modo similar a los conguros. Durante el día, descansan en refugios o huecos en los árboles recubiertos de hojas. Los lémures saltadores son solitarios y defienden su territorio de intrusos del mismo sexo. Una familia de lémures saltadores puede estar compuesta, según se ha observado, de cuatro miembros: los progenitores, un bebé y un adolescente. Son principalmente herbívoros, alimentándose de hojas.